# Comores aux Jeux olympiques d'été de 2008
L'équipe des Comores olympique réalise sa quatrième participation à des Jeux d'été aux Jeux olympiques d'été de 2008 à Pékin. La délégation comorienne, amenée par la porte-drapeau Ahamada Feta, est composée de 3 athlètes.

## Engagés comoriens par sport

### Athlétisme
La liste des athlètes sélectionnés pour les Jeux de Pékin comprend  au total 2 athlètes que sont Ahamada Feta et Mhadjou Youssouf.
Hommes
| Athlète          | Épreuve    | Séries       | Séries | Quarts de finale | Quarts de finale | Demi-finales | Demi-finales | Finale   | Finale |
| Athlète          | Épreuve    | Résultat     | Rang   | Résultat         | Rang             | Résultat     | Rang         | Résultat | Rang   |
| ---------------- | ---------- | ------------ | ------ | ---------------- | ---------------- | ------------ | ------------ | -------- | ------ |
| Mhadjou Youssouf | 100 mètres | 10 s 63 (PB) | 6e     | -                | -                | -            | -            | -        | -      |

Femmes
| Athlètes     | Discipline | Résultat                           |
| ------------ | ---------- | ---------------------------------- |
| Ahamada Feta | 100 m      | éliminée lors des séries (11 s 88) |

### Natation
Hommes
| Nom               | Épreuve        | Résultat                  |
| ----------------- | -------------- | ------------------------- |
| Mohamed Attoumane | 50m nage libre | éliminé en qualifications |